# إشفاق أحمد
إشفاق أحمد (3 نوفمبر 1930 - 18 يناير 2018) هو فيزيائي نووي وأكاديمي باكستاني، وهو متخصص في الفيزياء النظرية والمصادم فيزياء الطاقة العالية وتكنولوجيا المفاعلات النووية ولعب دورا هاما في إنشاء معاهد البحوث في العلوم النووية في باكستان وهو حاليا المستشار العلمي لرئيس الوزراء في البرامج الإستراتيجية والعلمية، مع وضع الوزير الاتحادي وقال عالم الفيزياء وبحكم المهنة، وكان أحمد رئيس لجنة الطاقة الذرية الباكستانية (مجلس الطاقة النووية) 1991م حتئ 2001م عندما حل محل صديق له منير أحمد خان رئيسا في 1991م واحدة من أعلى الفيزياء النووية في باكستان لعب أحمدة دورا محوريا في برنامج باكستان للأسلحة النووية، وتعتبر واحدة من رواد باكستان على حد سواء برنامج للطاقة النووية وبرنامج بحوث الأسلحة وقد ترأس لجنة الطاقة الذرية الباكستانية (مجلس الطاقة النووية) وارتفع إلى شهرة وطنية أحمد مايو من عام 1998م عندما كان رئيسا لمجلس الطاقة النووية في حين أن البلاد نجحت في التجربة النووية في إقليم بلوشستان.

## التعليم
تلقى أحمد تعليمه المبكر من غورداسبور والبنجاب وأحمد غالبية عائلته هاجرت إلى لاهور باكستان ثم حضر جامعة البنجاب حيث حصل على بكالوريوس له في الفيزياء عام 1949م وماجستير في الفيزياء في عام 1951م كتابة أطروحته بعنوان في الطاقة النووية والفيزياء من نفس المؤسسة كما أنه حصل على جائزة الشرف رول مع درجة الماجستير في العلوم اشرفت صاحب الجامعية والدراسات العليا في عام 1954م ذهب إلى كيبيك في كندا في إطار برنامج زمالة كولومبو في خطة لمتابعة الدراسات العليا في الفيزياء النووية في جامعة مونتريال وقال إن دورة لمدة سنة طويلة في فيزياء الجسيمات تحت إشراف الدكتور جون كوكروفت في عام 1957م في عام 1959م وقال انه حصل على D.Sc. في الفيزياء النووية وعاد على مضض لباكستان بموجب شروط العقد خطة كولومبو أثناء دراسته الدكتوراه انضم أحمد المختبر مونتريال في المختبر واكتسب خبرة في مجال تكنولوجيا المفاعلات النووية والفيزياء النووية ومفاعل نووي حراري الانشطار والاندماج النووي الحراري التكنولوجيا لدى عودته إلى باكستان، وانضم إلى لجنة الطاقة الذرية الباكستانية (مجلس الطاقة النووية) كعالم.

## المنظمة الأوروبية للأبحاث النووية
من 1952م حتي 1960م عمل أحمد كأستاذ زائر في الفيزياء النووية في جامعة كلية الحكومة في العام نفسه اللتحق بلجنة الطاقة الذرية بوصفه مسؤول علمي ولكنه احتفظ بمنصبه حتى 1966م في عام 1961م ذهب إلى كوبنهاغن الدانمرك حيث أصبح زميل بعد زار معهد نيلز بوهر للفيزياء النظرية وفي عام 1962م انضم أحمد للمنظمة الأوروبية للأبحاث النووية سيرن كما زميل أو على حد سواء في مرحلة مابعد الدكتوراه والفيزياء النووية كعالم أبحاث في سيرن أحمد نفذت على نطاق واسع من أبحاثه في الاتفاق الميون الملف اللولبي (سم) من 1963م الئ 1964م وذهب أحمد إلى كندا وانضم إلى جامعة دي مونتريال وجامعة اوتاوا كما بحث زميل بعد الدكتوراة وكما نفذت أبحاثه في مجال الفيزياء النووية في مختبر مونتريال قبل 1960s، كما أجرى تجارب في مختبر ريسو الوطني DTU للطاقة المستدامة من الدانمرك وميز هوت مارن تحت مختبر أبحاث في فرنسا.